# Fenni
Fenni anses vara en historisk beteckning på samerna. Ordet används först av Tacitus (cirka 98 e.Kr) i skriften Germania. Senare talar bland andra Klaudios Ptolemaios (cirka 170 e.Kr.) om skridfinnar.
De klassiska författarna har sannolikt lånat ordet fenni från den fornnordiska litteraturen, där det nästan genomgående används för att beteckna samer. Ordet tros ha med verbet finna att göra och ska därmed syfta på samernas äldsta tillvaro som nomadiska spårfinnare och jägare. På norska har ordet finn fram till vår tid använts för same.
Tacitus beskrivning av fenni i N.E. Hammarstedts översättning:
| ”          | Hos fennerna råder en häpnadsväckande vildhet och en ohygglig torftighet. De äga icke vapen, icke hästar, icke ens boningar. Till föda använda de vilda örter, till dräkt djurhudar, till bädd marken. Sitt enda hopp sätta de till sina pilar, vilka de i brist på järn spetsa med ben. Och detta samma jagtsätt utgör näringsfång ej mindre för kvinnor än för män, ty de förra följa vart det än bär och eftertrakta även de delaktighet i bytet. Barnen hava ingen annan tillflykt undan vilda djur och oväder än i skygd av ett slags flätning av grenar. Hit återvända ock de vuxna, och här hava de gamla sitt tillhåll. Men lyckligare finna de denna lott än att gå och pusta vid åkerarbete, möda sig med husbygge och med spänning och oro sörja för egen och annans egendom. Obekymrade i sitt förhållande till människorna, obekymrade i sitt förhållande till gudarna hava de nått vad som är svårast att nå, i det att icke ens det att åstunda för dem är något behov. | „ |
| – Tacitus, | |   |